# Madschlis al-Umma (Kuwait)
Die Madschlis al-Umma (Nationalversammlung; arabisch مجلس الأمة, DMG Maǧlis al-Umma) ist das Parlament im Einkammersystem von Kuwait.
In das Parlament werden 65 Abgeordnete für jeweils vier Jahre gewählt.
Der Emir von Kuwait hat das Recht, das Parlament jederzeit aufzulösen und Neuwahlen einzuberufen.

## Wahlen
Wahlen fanden am 17. Mai 2008, am 16. Mai 2009, am 2. Februar 2012, am 1. Dezember 2012, am 27. Juli 2013, am 26. November 2016, am 5. Dezember 2020 und am 29. September 2022 statt. Im März 2023 erklärte das Verfassungsgericht die letzten Wahlen für nichtig, da es Unstimmigkeiten im Dekret zur Auflösung des vorherigen Parlaments gebe, und setzte das vorhergehende Parlament wieder ein. Daraufhin kündigte der Kronprinz von Kuwait im April 2023 die Auflösung des Parlaments und Neuwahl an. Diese findet am 6. Juni 2023 statt.

## Parlamentsgebäude
Das Parlament befindet sich in der Hauptstadt Kuwait.
Es wurde 1972 entworfen von Jørn Utzon und bis 1984 von seinem Sohn Jan gebaut.